# Daniele Bucchioni
(Voci della Memoria, 2007)
Daniele Bucchioni (Calice al Cornoviglio, 10 ottobre 1917 – La Spezia, 24 giugno 2013) è stato un ufficiale e partigiano italiano.
Ufficiale dell'esercito, dopo l'armistizio dell'8 settembre 1943 ha contribuito in modo significativo alla Resistenza Italiana, costituendo un gruppo iniziale di partigiani in provincia della Spezia, per poi divenire comandante del Battaglione Val di Vara con il nome di battaglia "Dany". La sua formazione militare combatté nella IV Zona operativa, a ridosso della Linea Gotica, ed inquadrata nella Brigata Giustizia e Libertà.

## La Resistenza
Nato a Borseda di Calice da Salvatore Bucchioni (Calice al Cornoviglio, 24 giugno 1892 - che diverrà in seguito partigiano assieme al figlio) e Albina Cecchi, fratello del tenente partigiano Aldo (Borseda di Calice, 24 marzo 1924), Bucchioni fu tra i protagonisti della Resistenza partigiana nello spezzino, risultando tra i costitutori di una delle prime formazioni partigiane in assoluto. Il primo incontro organizzativo si tenne a Debeduse, il 19 ottobre 1943. Iniziò così l'organizzazione di alcuni giovani sbandati dell'esercito, alcuni rientrati nelle proprie case nel comune di Calice al Cornoviglio, altri rifugiati in quelle zone per fuggire alle perquisizioni e rastrellamenti da parte dei nazi-fascisti, nelle località di fondo valle della Val di Vara.
Il 19 giugno 1944, Daniele Bucchioni ed i suoi uomini compiono un'azione comune agli ordini del maggiore inglese Gordon Lett, assaltando il Castello di Calice al Cornoviglio, sede di un distaccamento dell'allora neonata Guardia Nazionale Repubblicana. L'attacco non ha successo, tuttavia il giorno dopo la Guardia Nazionale Repubblicana ritira comunque il suo presidio dal paese.
Il 3 agosto 1944, con il suo gruppo di ribelli, è protagonista di un combattimento contro le forze nazifasciste, impegnate nelle operazioni di rastrellamento dell'alta Val di Vara e della Lunigiana. I tedeschi ed i fascisti sfondarono su quasi tutto il fronte, eccezion fatta per la piana dei Casoni, presidiata dalle unità comandate da Dany, il quale fu ferito lievemente durante gli scontri a fuoco, e dai partigiani della Brigata Centrocroci. Proprio sull'episodio del rastrellamento del 3 agosto, l'associazione Stella Tricolore ha promosso la realizzazione di un film documentario
L'8 agosto 1944, alla presenza di altri partigiani, propone e firma il giuramento di Ghiacciarna, con cui si costituisce la Brigata Val di Vara, comunemente detta Battaglione, che comanderà fino al giorno della Liberazione, e che costituirà uno dei reparti maggiormente organizzati e disciplinati del teatro di operazioni partigiane spezzine.
L'8 ottobre 1944, durante un rastrellamento nazifascista viene ferito mentre consente ai suoi partigiani di ripiegare. Durante quel combattimento muore, accanto a lui, Gerolamo Spezia.
Il 24 aprile 1945, al comando dei suoi reparti, libera prima il castello di Podenzana, poi la città di Aulla, consegnandola alle colonne alleate il giorno successivo.

## Dopoguerra
Dal 1946 è eletto sindaco del comune di Calice al Cornoviglio. Ripresa la carriera militare, diventa comandante del distretto militare a Massa, giudice al Tribunale militare della Spezia e viene congedato con il grado di generale.
Sempre attivo sul fronte della memoria della Resistenza, ha fatto parte dell'Associazione Nazionale Partigiani Cristiani ricoprendo l'incarico di Presidente provinciale spezzino.

## Curiosità
Il figlio, Giorgio Santiago, è stato presidente dell'Autorità portuale della Spezia e presidente della Unione industriali spezzina.